# Iriaka Rātana

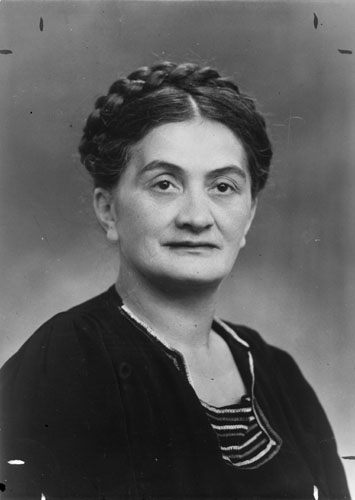
Iriaka Matiu Rātana
(ca. 1949)

Iriaka Matiu Rātana, OBE (* 25. Februar 1905 in Hiruhārama, im Whanganui District, Region Manawatū-Whanganui, Neuseeland; † 21. Dezember 1981 in Whanganui, im Whanganui District, Region Manawatū-Whanganui, Neuseeland) war eine neuseeländische Politikerin der New Zealand Labour Party, Mitglied und die erste Māori des New Zealand Parliament und religiöse Führerin vom Rātana Movement.

## Frühes Leben
Iriaka Te Rio wurde am 25. Februar 1905 in Hiruhārama im Whanganui District geboren. Ihre Mutter war Merania Te Karaute of Te Āti Haunui-a-Pāpārangi, die auch unter dem Namen Te Uru Taiaha Merenia Te Karaute bekannt war und ihr Vater war Te Rio Te Hihiri vom Stamm der Ngāti Hāua. Er hatte auch Bindung zum Stamm der Ngāti Tūwharetoa. Über ihre Mutter hatte Rātana auch Bindungen zum Stamm der Ngā Poutama und Ngāti Uenuku. Rātana besuchte die christliche Schule der Sisters of Compassion im Ort und lernte dort unter anderem Singen und das Klavier spielen. 1921, Rātana war jetzt sechzehn Jahre alt, besuchte ihre Familie mit ihr zusammen eine kranke Tante im Dorf von Tahupōtiki Wiremu Rātana, dem Gründer der religiösen Rātana Movement. Das Dort wurde später als Rātana Pā bekannt.

## Aufführungen und Reisen
Nachdem die Familie wieder nach Hause zurückgekehrt war, blieb Rātana und schloss sich einer Gruppe von Leuten an, die mit Haka, Poi und Waiata Aufführungen in ganz Neuseeland hatten. 1924 gehörte sie dann einer Gruppe an, die auf eine Tournee durch Großbritannien, Europa und Japan ging und sie in deren Mädchenband das Klavier spielte.

## Ehe
Zurück in Neuseeland, lebte Rātana im Haushalt von Tahupōtiki Wiremu Rātana. 1925 wurde sie neben Te Urumanaao als erste Ehefrau zu seiner zweiten Frau und brachte 1928 einen Sohn zur Welt. Acht weitere Kinder sollten in den vielen Jahren folgen. Rātana starb am 22. Oktober 1934 an Tuberkulose. Nach dem Tod von Rātana heiratete Rātana mit Matiu Rātana, dem späteren Politiker im selben Jahr erneut.

## Rātana als Politikerin
Rātana entwickelte sich bis 1939 zu einer der einflussreichsten Frauen an der Spitze des Rātana Movement. Sie bewirtschaftete mit ihrem Mann einen Hof, auf dem sie aber oft alleine mit über 60 Kühen in der Milchwirtschaft zurechtkommen musste. Als ihr Mann am 7. Oktober 1949 bei einem Autounfall ums Leben kam, war ihr klar, dass sie an die Stelle ihres verstorbenen Mannes treten wollte. Sie war mit dem Rātana Movement und ihrer Politik vertraut und auch mit den Bündnissen zwischen der Bewegung und der New Zealand Labour Party. Sie wurde Mitglied der Partei und trat 1949 für die Labour Party in einem von seinerzeit vier möglichen Māori Electorates, dem Western Maori Electorate zur Wahl zum New Zealand Parliament an. Ihre Partei hatte ursprünglich einen anderen, eben männlichen Kandidaten für den Wahlkreis vorgesehen, doch konnte man die Macht des Rātana Movement nicht ignorieren. Auch die Angriffe des Anführers des Stamms der Tainui, der sich gegen sie als Frau aussprach, konnten Rātana als Kandidatin nicht verhindern. Rātana wurde am 29. November 1949 schließlich mit 9069 Stimmen gegenüber ihrem nachfolgenden Konkurrenten, der nur 6317 Stimmen erhielt, ins Parlament gewählt. Sie konnte ihren Sitz in den nachfolgenden sechs Parlamentswahlen stets verteidigen und konnte damit später auf eine 20-jährige Parlamentszugehörigkeit verweisen.
Rātana setzte sich in den Jahren mit ihrer schlichten, sanften und stets höflichen, aber wortgewandten Art hauptsächlich in Sachen von Wohlfahrtsfragen, als Beispiel für Rentnerwohnungen für ältere Māori, in Sachen Bildung, für landwirtschaftliche Ausbildung für jugendliche Māori und für die Beseitigung der Notlagen vieler junger Māori, die auf der Suche nach Arbeit in die Städte kamen, ein. Sie forderte für sie Wohnheime und Berufsausbildungen. Sie zeichnete ein Bild der Hoffnungslosigkeit im Leben einiger Māori und wünschte sich ein eigenes Ministerium für Māori, das sich speziell um deren Belange kümmern könne. Sie vertrat die Ansicht, dass die Māori auf dem Weg zur Integration in die Gesellschaft einen Teil ihrer gemeinschaftlichen Lebensweise aufgeben müssten, aber ihre Sprache und Identität behalten sollten. Trotz ihres Engagement für die Angelegenheiten der Māori, bemühte sie sich aber auch die Interessen aller ihrer Wähler zu vertreten.
Einer Rātanas größten Leistungen war, die Lebenssituation im Rātana Pā, in dem es keine ordentlichen Straßen, keine Kanalisation, keine Wasserversorgung und viele baufällige Häuser gab, zu verbessern. Auch Tuberkulose und andere Krankheiten waren seinerzeit sehr verbreitet. Sie brachte die Bewohner zu Versammlungen zusammen und überzeugte das Aotea District Māori Land Board, Wohnungen in Rātana Pā zu errichten. Sie aktivierte ein Stammeskomitee, das über den Māori Social and Economic Advancement Act 1945 staatliche Zuschüsse für die Durchführung der notwendigen Arbeiten in Rātana Pā beantragte. Das Ergebnis ihres langen Kampfes war, ein Wohnungsbauprogramm, gute Straßen, eine Wasserversorgung, eine Kanalisation und einiges mehr.
1958 reiste Rātana im Namen der Regierung nach Barbados, um an der Konferenz der Commonwealth Parliamentary Association teilzunehmen. 1959 erlitt sie dann bei einem Autounfall schwere Brust- und Kopfverletzungen und war über ein Jahr lang nicht in der Lage ihrer parlamentarischen Arbeit nachzukommen. Doch trotz einer geschwächten Gesundheit arbeitete sie noch zehn Jahre weiter im Parlament. 1969 verließ Rātana das Parlament und zog sich vom öffentlichen Leben auf ihre Farm zurück und wurde 1971 für ihre Lebensleistung mit dem Officer of the Most Excellent Order of the British Empire (OBE) geehrt.
Iriaka Matiu Rātana verstarb am 21. Dezember 1981 im Alter von 76 Jahren in Whanganui im Whanganui Hospital und wurde auf dem Aramoho-Friedhof beigesetzt.

## Ehrungen
- 1971 Officer of the Most Excellent Order of the British Empire (OBE)[3]